# Poliziotto in blue jeans
Poliziotto in blue jeans (Kuffs) è un film del 1992 diretto da Bruce A. Evans.

## Trama
George Kuffs, un irresponsabile 21enne che ha abbandonato le scuole superiori di San Francisco, ha abbandonato la sua fidanzata incinta Maya. Avendo perso il lavoro e senza altre prospettive, George fa visita a suo fratello, Brad, per chiedere soldi. Brad è un ufficiale della SFPSP (San Francisco Patrol Special Police). Brad, non disposto a prestargli del denaro, gli suggerisce di unirsi a lui come pattuglia speciale nel distretto che gli è assegnato e di lavorare sotto di lui. Prima che George possa decidere di accettare l'offerta, Brad viene colpito da un uomo di nome Kane, che George vede impugnare la pistola; Kane lascia cadere la pistola e si allontana indisturbato dalla scena del crimine, mentre Brad viene portato d'urgenza in ospedale.
George identifica Kane come il tiratore, ma l'SFPD (San Francisco Police Department) è costretto a rilasciarlo perché George non ha effettivamente visto Kane sparare e anche le impronte digitali non sono d'aiuto, poiché Kane aveva indossato dei guanti. Poco dopo il capitano Morino, amico di Brad, avverte George della morte del fratello a causa delle ferite riportate e che a George è stato lasciato in eredità il distretto di Brad. L'uomo d'affari locale Sam Jones cerca di acquistare il distretto in modo da poterlo controllare, ma George decide di tenerlo e di addestrarsi per diventare un agente di polizia. Visto come inesperto e maleducato, George attira l'ira dei suoi compagni Patrol Specials e dell'agente Ted Bukowsky, collegamento del SFPD, che è stato assegnato a lavorare con l'SFPSP come punizione per avere una relazione con la moglie del capo della polizia. George aggiunge sonniferi al caffè di Ted durante il servizio, provocandone la sospensione.
Dopo che George viene ferito da uno scrittore suicida, la sua vita inizia a migliorare. Smantella un'impresa criminale gestita in una lavanderia a secco cinese (gestita da Jones), guadagnandosi il rispetto e l'ammirazione dei suoi colleghi ufficiali e si riavvicina anche a Maya. George vendica l'omicidio di Brad uccidendo Kane per legittima difesa dopo un'imboscata fallita nell'appartamento di George ma la sua gioia è di breve durata perché Jones ha consegnato all'SFPSP la scheda del liceo di George, che dimostrando che non si è mai laureato lo rende non idoneo a diventare un agente di polizia. Jones continua a voler prendere il controllo del distretto.
George continua a seguire Jones e chiede aiuto a Ted ancora sospeso. Finiscono in una sparatoria sul tetto con gli scagnozzi di Jones e alla fine vengono assistiti dal resto dell'SFPSP. George mette all'angolo Jones nel livello più basso di un parcheggio e gli spara a morte per legittima difesa.
George sposa Maya e diventa il padre della bambina di nome Sarah. Su suggerimento di Maya, sostiene l'esame di equivalenza del liceo e lo supera, permettendogli di continuare a lavorare come ufficiale. Prende anche un prestito per espandere il distretto di suo fratello.